# Aphanoascus punsolae
Aphanoascus punsolae är en svampart som beskrevs av Cano & Guarro 1990. Aphanoascus punsolae ingår i släktet Aphanoascus och familjen Onygenaceae.   Inga underarter finns listade i Catalogue of Life.